# Granada Nights
Granada Nights è un film del 2021 diretto da Abid Khan ed interpretato da Antonio Aakeel, Quintessa Swindell, Tábata Cerezo e Óscar Casas.

## Trama
Un turista britannico è bloccato a Granada, in Spagna, con il cuore spezzato. Perso ed abbandonato, stringe amicizia con un gruppo di giovani stranieri e cerca così di ridare un senso alla sua vita.

## Riconoscimenti
- 2020 - Barnes Film Festival
  - Premio della Giuria al miglior film
- 2021 - UK Asian Film Festival
  - Diversity Award